# 콜린 (체코)

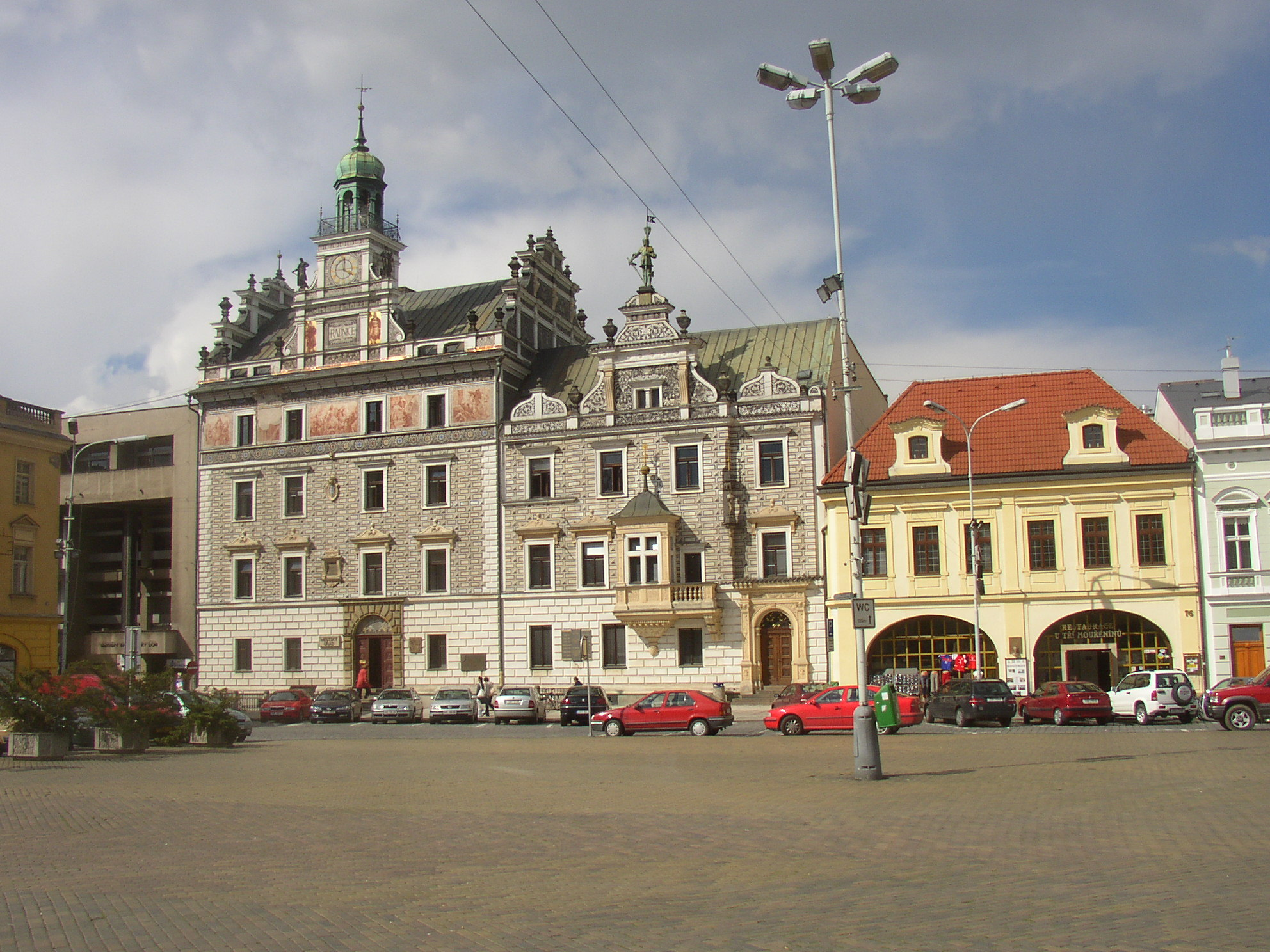
콜린 시청

콜린(체코어: Kolín)은 체코 중앙보헤미아 주에 위치한 도시로, 면적은 34.97km2, 높이는 220m, 인구는 30,823명(2011년 기준), 인구 밀도는 881명/km2이다. 프라하에서 동쪽으로 55km 정도 떨어진 곳에 위치하고 있고 엘베강과 접한다. 1261년 문헌에 처음 등장했으며 30년 전쟁 때인 1757년에 일어난 콜린 전투가 벌어진 곳이다.

시기
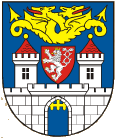
시 문장

## 인구
| 연도           | 인구   | ±%     |
| -------------- | ------ | ------ |
| 1869           | 10,239 | —      |
| 1880           | 12,538 | +22.5% |
| 1890           | 14,481 | +15.5% |
| 1900           | 16,339 | +12.8% |
| 1910           | 18,138 | +11.0% |
| 1921           | 18,029 | −0.6%  |
| 1930           | 20,568 | +14.1% |
| 1950           | 22,528 | +9.5%  |
| 1961           | 25,301 | +12.3% |
| 1970           | 28,538 | +12.8% |
| 1980           | 32,501 | +13.9% |
| 1991           | 31,595 | −2.8%  |
| 2001           | 30,258 | −4.2%  |
| 2011           | 30,922 | +2.2%  |
| 2021           | 31,950 | +3.3%  |
| 출처: Censuses |        |        |